# 케플러-62b
케플러-62b(Kepler-62b, Kepler Object of Interest designation KOI-701.02)는 케플러-62의 궤도를 선회하고 모항성에 가장 가까이에 위치하며 지금까지 발견된 두 번째로 작은 태양계외 행성이며, 지름은 지구보다 대략 30% 더 크다.

## 발견
2009년, 미국 항공우주국의 케플러 우주선은 광도계로 항성들의 관찰을 마쳤다. 마지막 테스트에서 케플러는 케플러 인풋 카탈로그 내 50,000여개의 항성을 관찰했고 여기에 케플러-62가 포함되었다. 항성 케플러-69의 행성계와 더불어 이 발견은 2013년 4월 18일 발표되었다.